# イシカゲガイ亜科
イシカゲガイ亜科（イシカゲガイあか、Clinocardiinae）は、ザルガイ科に属する亜科の一つであり、比較的寒冷な海に棲む種を含む。貝殻は他のザルガイ科と同様によく膨らみ放射肋があるが、ザルガイ亜科やトリガイ亜科に比べると前後に若干長い。水管は伸ばさずに貝殻の水管側を泥砂底から出してくらす。長い足を折り曲げて貝殻の中に収納する。雌雄同体。
現在はイシカゲガイとエゾイシカゲガイはClinocardium属ではなくKeenocardium属に分類されている。イシカゲガイ亜科は、約5千万年前（始新世 Eocene）にトリガイ亜科と分化したのち、オオイシカゲガイClinocardium属以外の種は約3千万年前（漸新世 Oligocene）にClinocardium属から分化したことが示唆されている。コケライシカゲガイのCiliatocardium属は放射肋が弱いウバトリガイSerripes属に近いことが分かっている。関東ローム層下の成田層に寒流系のClinocardium属の化石が見られることから、古東京湾は北東側に開いていたと考えられる。

## 種類
イシカゲガイ亜科には、以下の4つの属が含まれている。
　
Clinocardium属
オオイシカゲガイが含まれ比較的大型。絶滅したブラウンスイシカゲガイは関東ローム層下の成田層や渥美半島の更新世の地層で化石が見つかっている。
Keenocardium属
イシカゲガイやエゾイシカゲガイを含み、やや小型。イシカゲガイ（本州~九州産）はエゾイシカゲガイ（福島県以北）の一型とも考えられ、近年愛知県では絶滅危惧種に指定されている。
Ciliatocardium属
コケライシカゲガイが属し、Serripes属と近縁。
Serripes属
ウバトリガイ、ナガウバトリガイを含む。放射肋が弱く前後が非対称の貝殻をもつ。
　

分岐図を下に示す。

|  | ブラウンスイシカゲガイ Clinocardium braunsi† |
|  |                                              |
|  | オオイシカゲガイ Clinocardium nuttallii      |
|  |                                              |

|  | エゾイシカゲガイ Keenocardium cariforniense |
|  |                                             |
|  | イシカゲガイ Keenocardium buellowi          |
|  |                                             |
|  | Keenocardium blandum                        |
|  |                                             |

|  | コケライシカゲガイ Ciliatocardium ciliatum |
|  |                                            |
|  | ナガウバトリガイ Serripes laperousii       |
|  |                                            |
|  | ウバトリガイ Serripes groenlandicus        |
|  |                                            |

|  | ブラウンスイシカゲガイ Clinocardium braunsi† |
|  |                                              |
|  | オオイシカゲガイ Clinocardium nuttallii      |
|  |                                              |

|  | エゾイシカゲガイ Keenocardium cariforniense |
|  |                                             |
|  | イシカゲガイ Keenocardium buellowi          |
|  |                                             |
|  | Keenocardium blandum                        |
|  |                                             |

|  | コケライシカゲガイ Ciliatocardium ciliatum |
|  |                                            |
|  | ナガウバトリガイ Serripes laperousii       |
|  |                                            |
|  | ウバトリガイ Serripes groenlandicus        |
|  |                                            |